# Mirafra gilletti degodiensis
La alondra de Degodi (Mirafra gilletti degodiensis) es una subespecie de la alondra de Gillet (Mirafra gilletti) endémica de Etiopía.
Sus hábitats naturales son: matorral árido tropical o subtropical.
Está amenazada por pérdida de hábitat.